# Веллінг Юнайтед
ФК «Веллінг Юнайтед» (англ. Welling United Football Club) — англійський футбольний клуб з району Бекслі у Лондоні, заснований у 1963 році. Виступає в Національній лізі Півдня. Домашні матчі приймає на стадіоні «Парк В'ю Роуд», потужністю 4000 глядачів.